# San Fratello
San Fratello (San Frareau o San Frareu nel locale dialetto gallo-italico, San Frareddu in siciliano nella forma eteroglossa galloitalica) è un comune italiano di 3 162 abitanti della città metropolitana di Messina in Sicilia.
Già noto in età medievale come San Filadelfo, fu ripopolato, o fondato ex novo, durante il dominio normanno della Sicilia da soldati e coloni lombardi provenienti da un'area dell'Italia nord-occidentale i cui limiti massimi, per ragioni linguistiche, si possono racchiudere in un quadrilatero che ha i suoi vertici nelle città di Vicoforte (Cuneo), Mombaruzzo (Asti), Sassello (Savona) e Calizzano (Savona). La denominazione del paese, nel dialetto locale galloitalico, è ancora quella medievale di San Frareau (San Filadelfio), tradotto erroneamente in San Fratello, a causa del mutamento fonetico di F(i)ladelphu(m) > Fladellu(m) assimilato a Fratellu(m). In latino è Terra Sancti Philadelphi, Sanctus Philadelphus, mentre il nome del più antico insediamento greco, che sorgeva circa due chilometri a nord dell'attuale centro urbano, è Apollonia. È il paese di origine della famiglia Craxi.

## Geografia fisica
San Fratello è racchiuso tra i torrenti Inganno e Furiano; il territorio, di 83 km², si estende in verticale fino quasi a Monte Soro (1.847 m s.l.m.), la cima più alta dei monti Nebrodi.
Dalle quote più basse (300 m s.l.m.) a quelle più alte (1.800 m s.l.m.) si osserva un graduale cambiamento della vegetazione, dovuto alla presenza di diverse specie arboree e arbustive. Le aree non ricoperte da boschi sono destinate al pascolo di bovini, ovini, caprini e dei cavalli sanfratellani che vivono allo stato brado.

### Territorio
Il territorio di San Fratello è caratterizzato da colture agrarie, in ampi tratti collinari insistono piccoli vigneti e diversi frutteti di minore interesse economico a carattere familiare e tradizionali colture di oliveti. Il bosco di San Fratello ricade nel Parco dei Nebrodi, ed è attraversato dalla SS 289; la caratteristica particolare del bosco è che si conserva nella quasi sua totalità allo stato naturale ed è di particolare bellezza il paesaggio che si presenta agli occhi del visitatore. Il bosco oggi ospita nel suo habitat naturale volpi, gatti selvatici, istrici, martore, tartarughe terrestri e diverse specie di uccelli.
Durante le escursioni naturalistiche attraverso questi boschi, è possibile raccogliere funghi nel periodo autunnale e frutti di bosco nel periodo estivo. Nelle zone più basse ricco di uliveti, la pianta arborea sempre verde alta sino a 10 metri, con chioma ampia, arrotondata e leggera introdotta in Italia ed in Sicilia da antichissime popolazioni che, adattatosi al clima mediterraneo, viene coltivato per la produzione delle olive e dell'olio.

#### Dissesto idrogeologico
Il territorio comunale è soggetto a dissesto idrogeologico. La parte più antica del borgo di San Fratello subì nel 1745 uno smottamento che interessò una parte dell'abitato. Una seconda rovinosa frana rase al suolo quasi tutto l'antico paese la notte tra il 7 e l'8 gennaio 1922. 
Dopo la frana del 1922 venne riconsiderata l'ipotesi di trasferimento del paese. Fu pianificata ed avviata una vasta delocalizzazione che diede avvio all'espansione di Acquedolci, piccolo borgo sviluppatosi sin dal XV secolo attorno alla Torre quattrocentesca e chiamato dai sanfratellani "la Marina". A distanza di 88 anni dall'ultima sciagura, il 14 febbraio del 2010 (tristemente noto come il giorno della frana di san Valentino), il territorio di San Fratello è stato nuovamente devastato da una frana verificatasi tra il quartiere denominato Stazzone e la contrada Riana, posti sul versante nord-est, opposto rispetto a quello in cui c'erano state le precedenti catastrofi. Le conseguenze di tale evento hanno costretto buona parte degli abitanti di San Fratello ad abbandonare le proprie abitazioni e trasferirsi altrove in particolare ancora una volta verso Acquedolci.

## Storia
(Tommaso Fazello, De Rebus Siculis, Palermo 1560, Dec. I, Lib, IX, p. 201)
Il nome di San Fratello deriva dai tre fratelli, Alfio, Cirino e Filadelfo martiri cristiani uccisi durante l'epoca delle persecuzioni imperiali. L'attestazione più antica è Sant(os) Philipp(os) del 1145, seguita da Sanctus Philadellus del 1172. Il nome Sanctus Philadelphus (San Filadelfio) attestato nel 1178 diventa nel 1240 Filadellus et Fratellus, dal quale si arriva successivamente a San Fratello, anche a causa dell'assonanza tra fraeau (Filadelfio), frea ("fratello") e il francese frèrè ("fratello"). Nella lingua gallo-italica locale San Fratello è San Frareau, San Fraréu, o Sanfrareau, in siciliano Sanfrareddu, Sanfradeddu o San Frateddu, mentre l'etnico è sanfratellano, in gallo-italico locale sanfrardéu, sanfrardéi o sanfrardean.

### Età greca

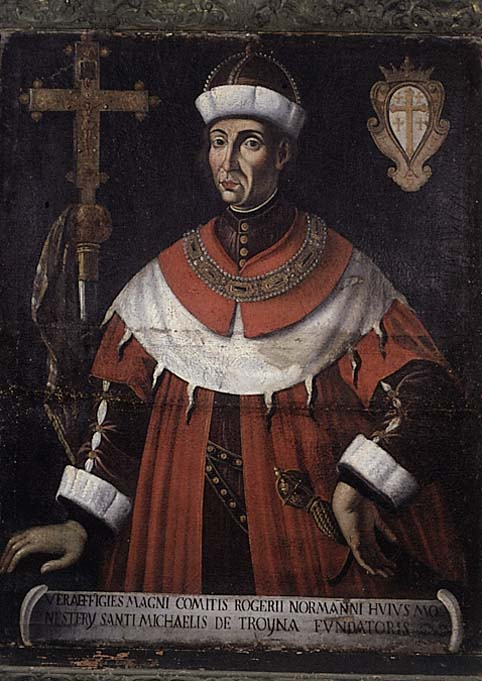
Ritratto di Ruggero I di Sicilia (Roger de Hauteville)

Alcuni studiosi presumono di aver individuato l’antica acropoli della cittadina greca di Apollonia nei pressi del Monte San Fratello, un altopiano che si estende a 710 metri sul livello del mare. Questo rilievo, difatti, offriva una posizione strategica non indifferente, in quanto permetteva una visuale nitida della zona costiera compresa tra Capo d'Orlando e Cefalù, località poste a 80 km di distanza, e offrendo anche una chiara prospettiva sulle isole Eolie.

### L'invasione araba della Sicilia
La città romana-medioevale fu distrutta durante l'invasione araba. L'odierno paese, fondato dopo nell'XI secolo, trae il nome da uno dei tre Santi fratelli, Alfio, Filadelfo e Cirino, martirizzati durante le persecuzioni dell'imperatore Valeriano nel 253 d.C., ai quali è dedicato l'omonima chiesa e convento del secolo XII. L'etimologia greca del nome Filadelfo infatti è 'colui che ama il fratello', per cui l'evoluzione da San Filadelfo a San Fratello sarebbe stata quasi naturale.

### I Normanni e la nascita di San Fratello
(Giuseppe Carnevale, Storia e descrizione del regno di Sicilia, Napoli, 1591)
Il borgo fu ripopolato, o fondato ex novo,) tra l'XI e il XIII secolo, durante la dominazione dei normanni nell'isola, da una colonia di piemontesi, liguri, lombardi, emiliani, venuti alla conquista della Sicilia con il conte Ruggero e la moglie Adelaide del Vasto (detta anche Adelasia Incisa del Vasto), figlia del marchese aleramico Manfredo del Vasto. Secondo l'ipotesi del ripopolamento, i migranti settentrionali si insediarono in un borgo già popolato da genti indigene, e lo dotarono di una rocca fortificata. L'anno di fondazione del castello di San Filadelfo (in latino Castrum Philadelphi o Castrum S. Philadelphi) potrebbe essere il 1116, secondo un diploma citato da Vincenzo Palizzolo Gravina che indica nel "lombardo" Roberto Caldarera, governatore di Nicosia, «il tesoriere e direttore della costruzione del nuovo castello in San Filadelfo sulle rovine dell'antica Alunzio».
Durante i primi anni dell'occupazione della parte nord-orientale della Sicilia, i normanni costruirono a San Fratello una cittadella fortificata, dotata di un castello. A difesa della cittadella furono impiegati soldati di ventura di origine longobarda che provenivano dall'Italia settentrionale. Come per il resto della Sicilia, anche a San Fratello i Normanni diedero una notevole spinta all’economia, con la nascita di una fiorente agricoltura, un forte incremento del commercio e l’arricchimento di preziosi capolavori artistici.
Nel 1270, il castello e feudo di San Fratello furono concessi a un milite di nome Giovanni. Nel 1276, il feudo e la castellania di San Fratello furono concessi all'angioino Guillot d'Alisy, per passare due anni più tardi al provenzale Raymond de Puy-Richard, e nel 1299, per concessione di Carlo II d'Angiò, al miles messinese Squarcia Riso. Dopo una parentesi in cui San Fratello fu gestita direttamente dalla curia vescovile, nel 1305 il castello e la terra di San Fratello furono ceduti ai Palizzi, potente famiglia di Messina di origine normanna, nella persona del miles Damiano Palizzi. In seguito passò alla famiglia di origine aragonese degli Alagona, e nel 1356 Federico III concesse il feudo al capitano e castellano Guglielmo Ventimiglia, membro della potente famiglia Ventimiglia di origine normanno-ligure. Nel 1361 il castello e la terra di San Fratello passarono a Enrico I Rubeo già conte di Aidone per concessione di re Federico IV, mentre nel 1371 furono concessi a Guglielmo Rosso della famiglia di origine normanna dei Rosso, e nel 1392 a Enrico II Rosso della stessa famiglia. Nel 1392, il re Martino I di Aragona concesse San Fratello a Federico II d'Aragona figlio di Vinciguerra d'Aragona, ma dopo la sua ribellione, il feudo passò agli Oliveri, famiglia messinese di origine spagnola. Nel 1396, Federico d'Aragona ottenuta la clemenza del sovrano, ritornò in possesso del feudo, ma in seguito a una nuova ribellione, Martino d'Aragona concesse nel 1398 la terra e il castello di San Fratello, con i casali di Mirto, Crapi, e Fraxino, a Ugerotto Larcan della famiglia catalana dei Larcan che mantenne il feudo di San Fratello per oltre due secoli, fino al XVII secolo. Dalla seconda metà del Seicento il feudo passò alla famiglia di origine genovese degli Squarciafico, ai Sancetta, agli Spatafora, ai Lucchesi, alla famiglia di origine normanna dei Gravina, e, di seguito, ai principi di Palagonia. L'ultima famiglia feudale di San Fratello fu quella dei Cupani (o Cupane).

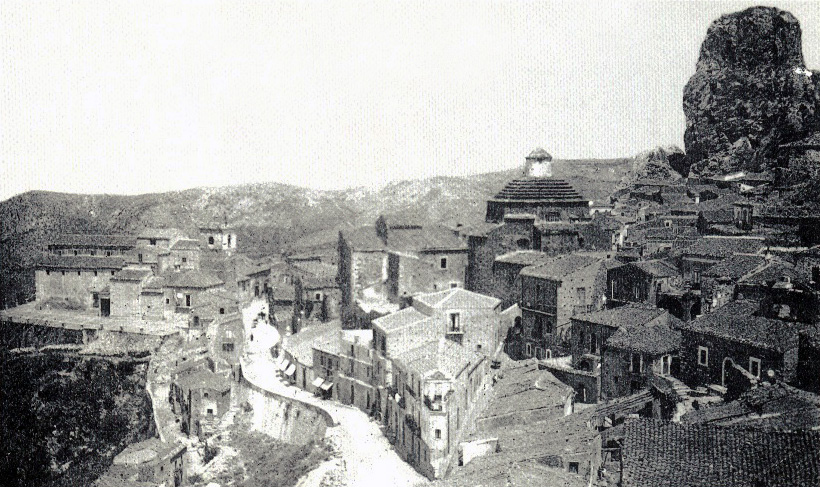
San Fratello, 1890 circa. Sulla sinistra la Chiesa Matrice di Santa Maria Assunta. Sulla destra, la chiesa di San Nicolò

Verso la fine dell'800 San Fratello è sede di due arcipreture, di pretura e capoluogo di mandamento nel circondario di Mistretta. Fino ai primi anni del '900, prima della frana del 1922, a San Fratello si contavano almeno 27 chiese. La chiesa madre di San Fratello era Santa Maria Assunta, dalla quale dipendevano sette chiese urbane minori:
- Chiesa di San Pietro Apostolo;
- Chiesa Maria Santissima delle Grazie;
- Chiesa di San Benedetto da San Fratello;
- Chiesa di San Giacomo;
- Chiesa di Sant'Ignazio di Loyola;
- Chiesa di San Sebastiano Martire;
- Chiesa dei Tre Santi Alfio, Filadelfio e Cirino. Testimonianza ancora viva della presenza normanna a San Fratello, il monastero italo-greco (basiliano) detto anche di stile arabo-normanno, attribuibile all'inizio del XII secolo per ragioni stilistiche[30], collocato sul Monte Vecchio e dedicato ai tre martiri Alfio, Cirino e Filadelfo.

E sette chiese rurali:
- Chiesa di San Giuseppe alla Torre, (oggi Comune di Acquedolci).
- Chiesa di San Pancrazio Vescovo e Martire, nel fondo chiamato "Abbazia";
- Chiesa di Sant'Elena;
- Chiesa di Sant'Ignazio;
- Chiesa di San Niceto (oggi Comune di Acquedolci) ;
- Chiesa di Sant'Antonino;
- Chiesa di San Dionisio.

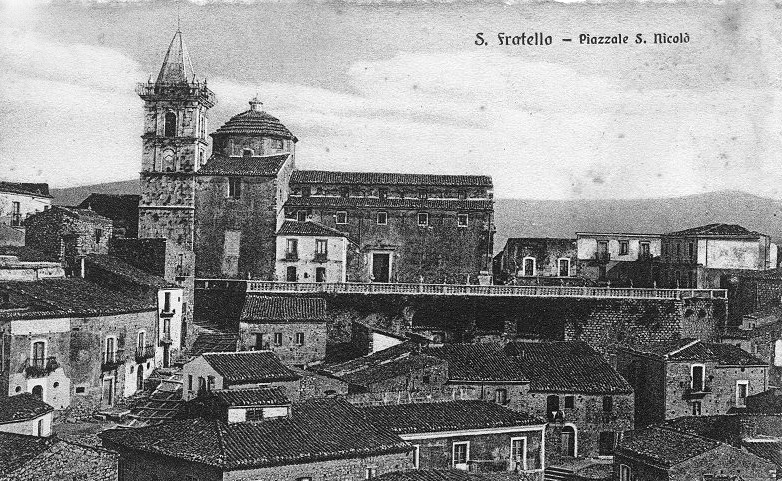
San Fratello, inizio del '900. La Chiesa di San Nicolò.

Dalla chiesa di San Nicolò di Bari, considerata una seconda chiesa madre, dipendevano sei chiese urbane minori:
- Chiesa della Maddalena;
- Chiesa Maria Santissima del Rosario;
- Chiesa del Santissimo Crocifisso;
- Chiesa di San Michele Arcangelo;
- Chiesa di San Paolo Apostolo;
- Chiesa di Sant'Antonio Abate.

E altre sette chiese rurali disseminate nel territorio:
- Chiesa Maria Santissima del Carmine;
- Chiesa di San Francesco di Paola;
- Chiesa Maria Santissima della Tedesca;
- Chiesa di San Giacomo Apostolo (oggi Comune di Acquedolci);
- Chiesa di Santa Cristina;
- Chiesa di Sant'Anna (oggi Comune di Acquedolci );
- Chiesa di San Giuseppe.

Dopo la rovinosa frana dell'8 gennaio 1922, se ne salveranno poco meno della metà. Tra le chiese distrutte, la chiesa madre di Santa Maria Assunta ( Chiesa di San Benedetto il Moro ) che venne ricostruita ad Acquedolci ed è sede dal 1938 dell'unica Parrocchia d'Italia dedicata a San Benedetto il Moro. 
La chiesa di San Nicolò venne gravemente danneggiata: rimangono alcuni resti nella parte alta del paese. Venne chiusa al pubblico per inagibilità e ricostruita in contrada Stazzone negli anni Cinquanta e Sessanta del Novecento. In seguito del secondo grande disastro franoso del 14 febbraio 2010, anche quest'ultima chiesa fu danneggiata fortemente, venendo rasa al suolo negli anni successivi. La frana del 2010 contribuì ad accelerare lo spopolamento della cittadina, a favore dei paesi della costa limitrofi.

### Simboli
Nello stemma del comune è rappresentata un'aquila che regge nel becco un cartiglio con la scritta "Spero". Il gonfalone è un drappo di rosso terminante a coda di rondine.

## Monumenti e luoghi d'interesse

### Architetture religiose

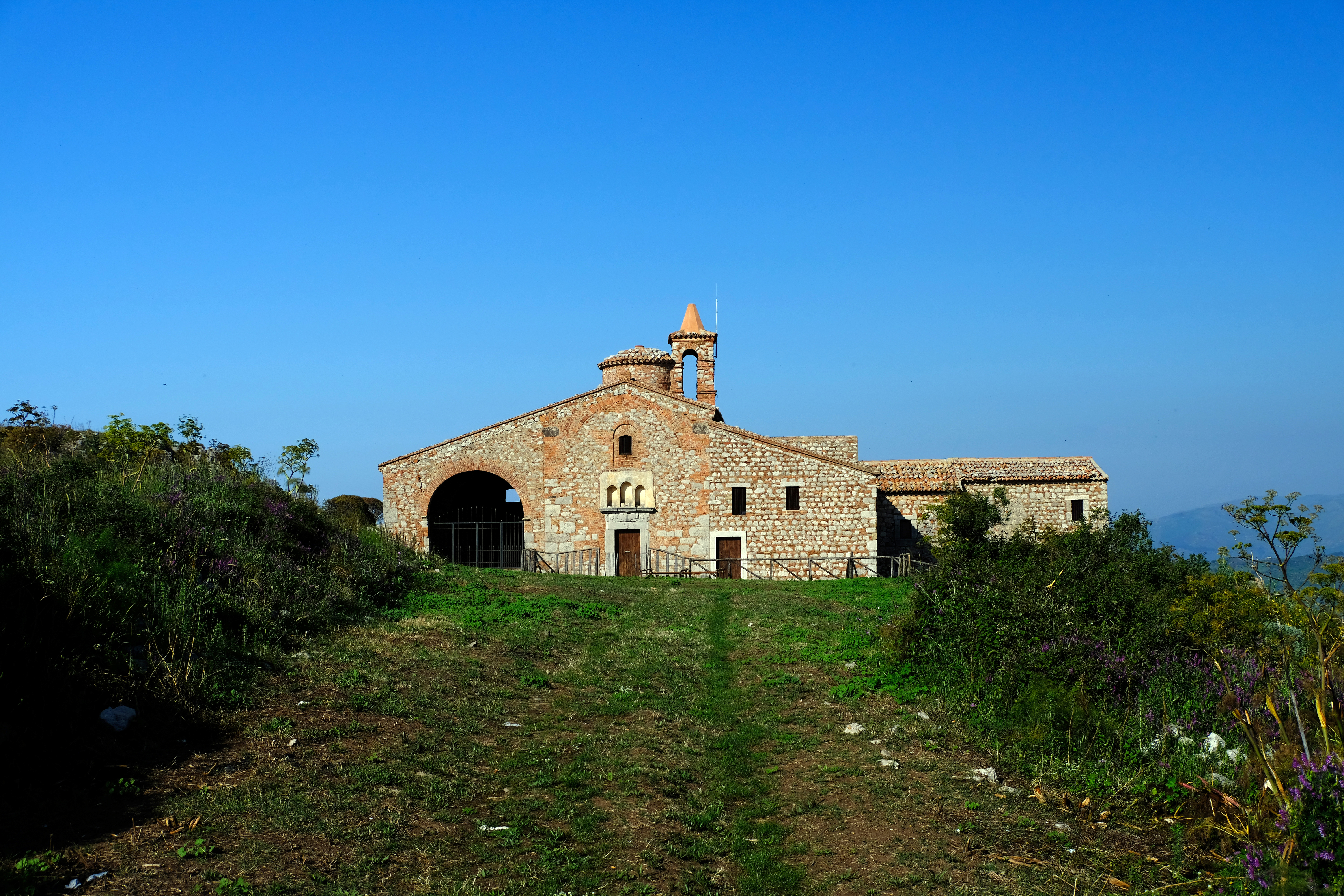
Santuario dei Tre Santi

- Santuario dei Tre Santi (Alfio, Filadelfio e Cirino), di stile normanno, fondato attorno al 1090, posto sul Monte Vecchio. Fu costruito sui resti dell'antica Chiesa di Santa Maria Palatiorum costruita a sua volta con materiale recuperato da un tempio greco.
- Chiesa di San Nicolò, edificata tra il 1952 e il 1955 in sostituzione della vecchia Chiesa di San Nicolò che risale al XVI secolo, danneggiata in gran parte dalla frana del 1922 e demolita nel 1951. Questa chiesa, ricostruita in località Stazzone, è stata nuovamente resa inagibile e pericolante con la frana del febbraio 2010.[32]
- Chiesa del Crocifisso, che risale al XV secolo.
- Chiesa ex convento, oggi Chiesa Maria SS. Assunta con annessa biblioteca del 1500 e un chiostro francescano. L'antica Chiesa Maria SS. Assunta, è stata completamente distrutta dalla frana del 1922 e ricostruita nella frazione di Acquedolci.[32]
- Chiesa Maria SS. delle Grazie di stile tardo Barocco che risale agli decenni del 1600.
- Chiesa di Sant'Antonio Abate, edificata nel 1800.
- Chiesa di San Benedetto il Moro, edificata nel 1943.
- Chiesa di S. Rita.
- Cappella Maria SS. delle Catena.

### Architetture civili
- La Roccaforte e i resti del castello di San Filadelfio del XII secolo, distrutto dalle numerose frane.
- Palazzo Mammana, palazzo storico del XV secolo.

### Siti archeologici

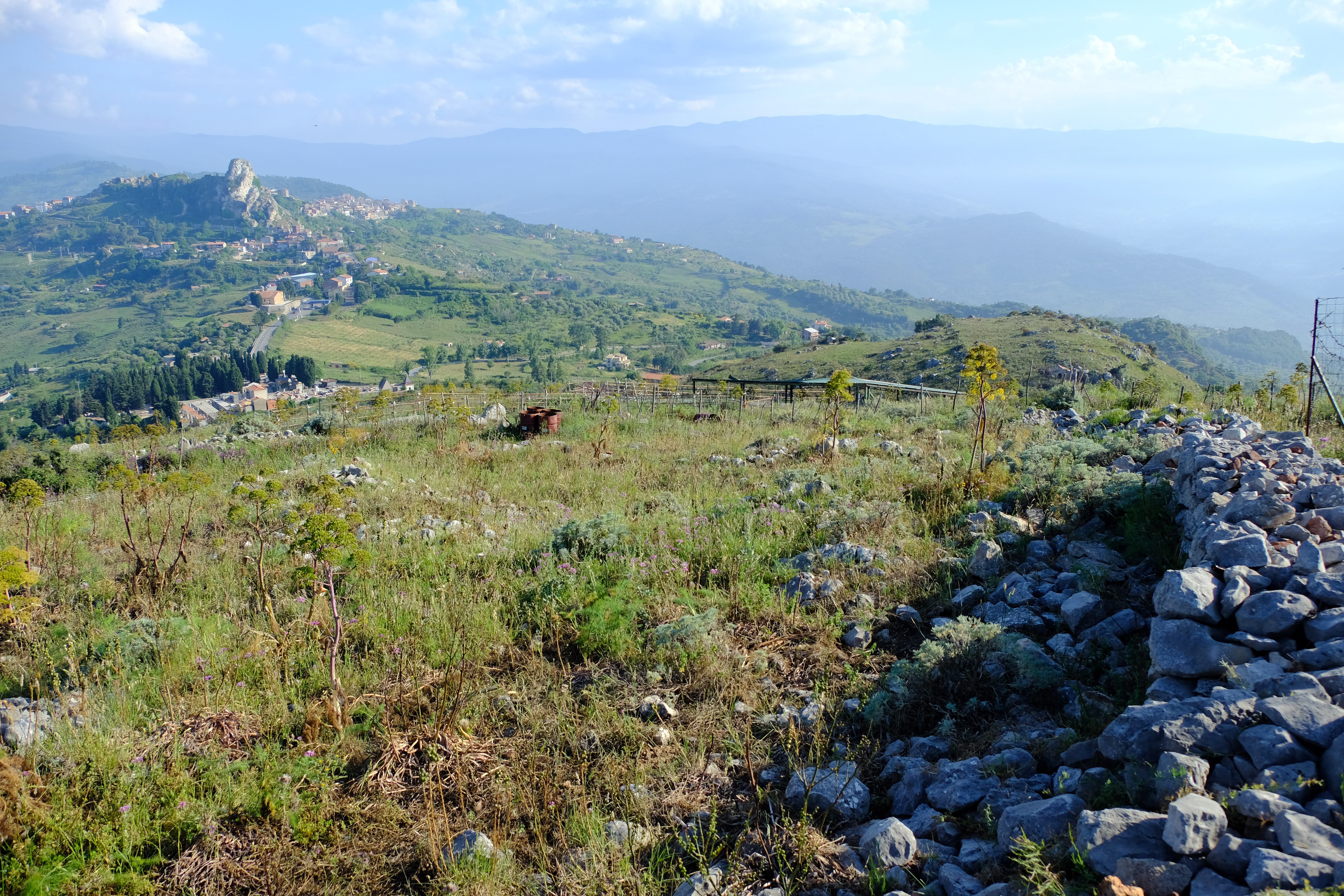
Il sito di Apollonia

- Area archeologica dell'antica città greca di Apollonia.

### Aree naturali
- Parco regionale dei Nebrodi, istituito il 4 agosto 1993, con i suoi 86.000 ha di superficie è la più grande area naturale protetta della Sicilia che comprende gran parte del territorio comunale di San Fratello.

## Società

### Evoluzione demografica
Abitanti censiti

### Lingue e dialetti
(Karl Jaberg, Jakob Jud, Atlante linguistico ed etnografico dell’Italia e della Svizzera meridionale, vol. I, Milano 1987, p. 161)

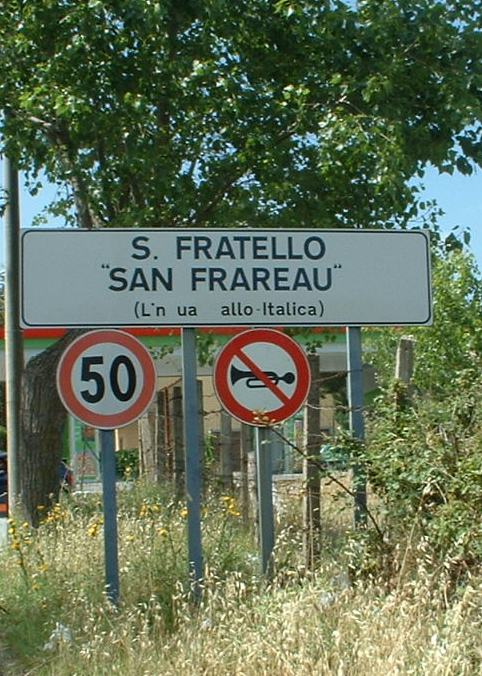
Segnale bilingue in italiano ed in gallo-italico.

A San Fratello si parla il dialetto sanfratellano, un antico dialetto gallo-italico in cui si riscontrano elementi del piemontese, del ligure, del lombardo, dell'emiliano.
La lingua è dovuta alle origini dell'abitato, sorto nei primi tempi della conquista normanna della Sicilia nei pressi dell'antica città greca di Apollonia, su iniziativa del Gran Conte Ruggero, esponente dei normanni Altavilla e della moglie Adelaide del Vasto, appartenente agli Aleramici, dinastia ligure-piemontese di origini franche. Per fondare San Fratello, e più in generale per ripopolare la zona dei monti Nebrodi, tra le attuali province di Messina ed Enna, furono impiegati soldati e coloni provenienti dal Nord Italia, in particolare dal Basso Piemonte e la Liguria settentrionale, all'epoca sotto il controllo degli Aleramici, provenienti da un'area i cui limiti massimi, per ragioni linguistiche, si possono racchiudere in un quadrilatero che ha i suoi vertici nelle città di Vicoforte (Cuneo), Mombaruzzo (Asti), Sassello (Savona) e Calizzano (Savona).
Gli abitanti di San Fratello sono sempre stati percepiti come forestieri dagli altri siciliani che li hanno definiti per questo "i lombardi" o "i francisi", ovvero "i francesi" (in sanfratellano i franzais). Grazie alla posizione di relativo isolamento del borgo situato sui monti Nebrodi, i sanfratellani, e di alcuni paesi in provincia di Enna, sono quelli che hanno mantenuto più a lungo e in modo più fedele la parlata gallo-italica originaria. In sanfratellano il borgo di San Fratello viene chiamato San Frareau o San Frareu, mentre sanfratellano viene tradotto in sanfrardean.
Famoso poeta in lingua sanfratellana è stato Cirino Scaglione.

### Tradizioni e folclore

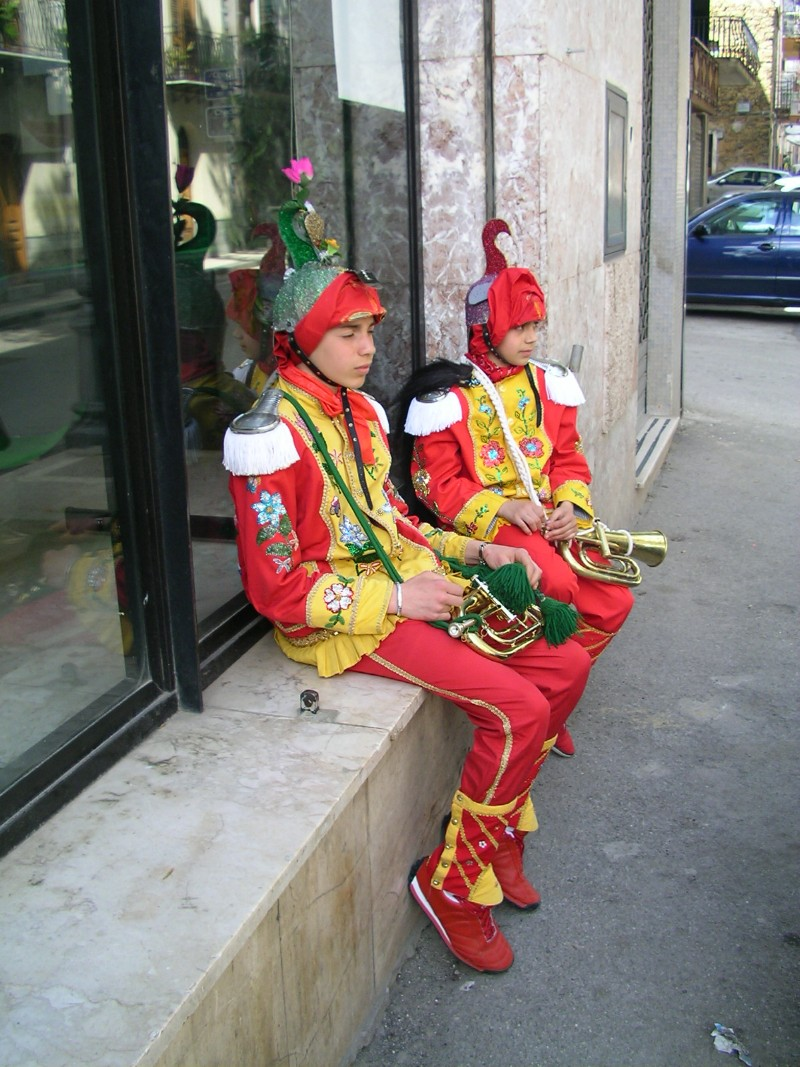
Due "Giudei"

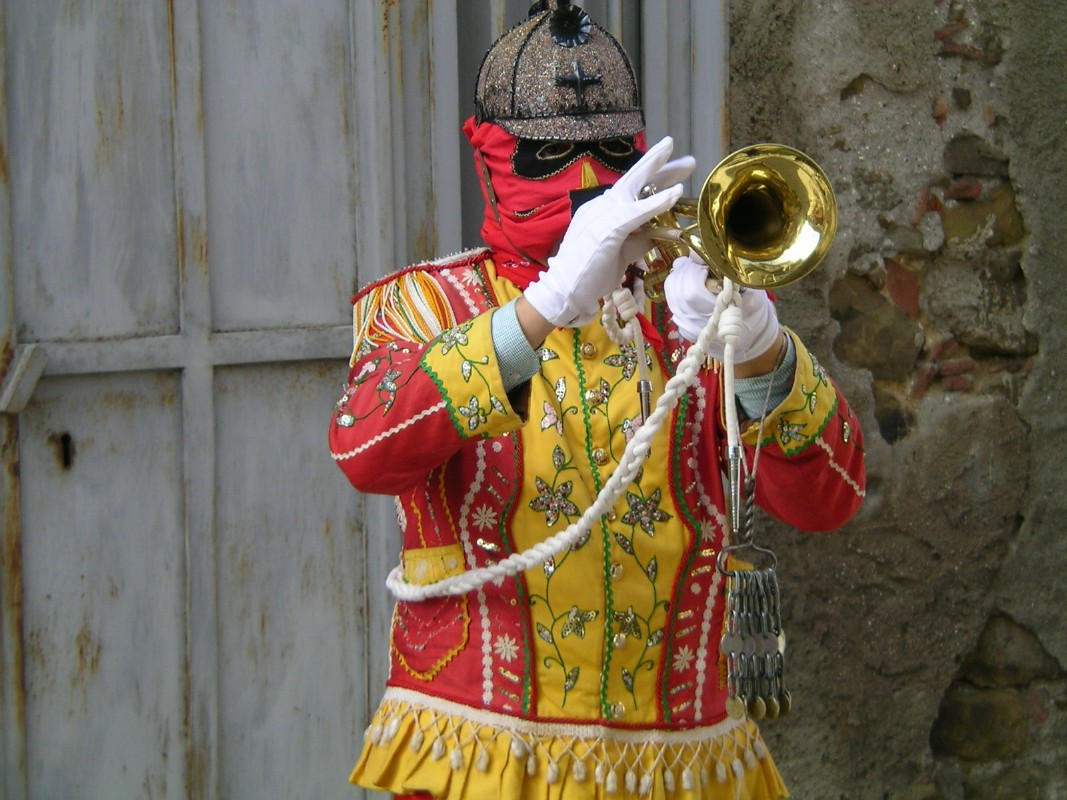
"Giudeo"

- Tradizione in ricorrenza della Settimana Santa: Festa dei Giudei

È una manifestazione folcloristica della settimana pasquale caratterizzata da gruppi di persone che scorrazzano per il borgo suonando trombe ed indossando un costume caratteristico detto appunto da "Giudeo". In accordo con la tradizione antisemita, il nome dei "Giudei", ovvero il popolo accusato per secoli di "deicidio", viene trasposto ad una sorta di demòni allegri e chiassosi, quanto il loro coloratissimo costume e la musica dei loro ottoni. L'abbigliamento si compone di una costosissima uniforme, detta giùbba, di foggia ottocentesca di colore giallo e rosso (simbolo della divisa militare dei legionari romani), ricamata di perline, elmetto decorato, spalline militari, guanti e scarpe di pelle. Tra gli accessori dispongono, oltre agli ottoni, una d-shplìna ("disciplina") ossia un flagello metallico con cui si narra che i personaggi, cioè i legionari giudeo-romani, si castigassero per espiare la colpa di aver ucciso Cristo. Il volto è coperto da una maschera caratterizzata da una lunga lingua di stoffa con una croce ricamata sulla punta, in riferimento allo scherno che i soldati usavano fare alla figura del crocifisso. I festanti si immedesimano nei personaggi in una trasgressione che irride al carattere sacro ed austero della Passione, irrompendo con gli squilli delle loro trombe nelle meste processioni. I "Giudei" frequentano case e osterie facendosi offrire dolciumi e vin santo, trovando l'offerta di buon auspicio. La tradizione, che si svolge ogni anno nei giorni di mercoledì, giovedì e venerdì della Settimana Santa, attira di norma l'interesse di turisti e visitatori provenienti da paesi limitrofi.
- 10 maggio

È una tradizione che sembra avere origini medioevali risalenti agli anni di beatificazione e santizzazione dei santi patroni Alfio, Filadelfio e Cirino.
La tradizione consiste in una cavalcata dal paese fino al Monte San Fratello, meglio conosciuto come Monte Vecchio; per la cavalcata vengono per la maggior parte utilizzati i cavalli sanfratellani.

## Cultura

### Biblioteche e musei
- Museo Etno Storico Antropologico della cultura dei Nebrodi "Ermenegildo Latteri", ubicato nel quartiere greco-normanno.
- Biblioteca "Benedetto Craxi", biblioteca comunale del 1500 intestata al prof. Benedetto Craxi, nonno del celebre politico, che contiene circa 3000 volumi fra i quali rari e preziosi codici.

## Economia
San Fratello basa la sua economia sull'agricoltura e, soprattutto, sull'allevamento equino. Di notevole importanza è la razza del cavallo Sanfratellano, animale docile e di costituzione forte e robusta: si ritiene sia stata introdotta nei boschi di San Fratello dai Normanni che li usavano come cavalli da battaglia; secondo altri studiosi, essa è da considerarsi razza autoctona, originale siciliana.

### Agricoltura
L'attività agricola si basa sulla produzione dell'olio d'oliva a bassa acidità.
Per quanto riguarda l'allevamento, di notevole importanza è quello dei bovini di razza locale dei colore rosso, di notevole resistenza alle malattie, e di grande adattabilità alle avversità ambientali. La ricchezza foraggiera offerta dai pascoli, non serve solo per i bovini ma anche per l'allevamento di ovini, caprini, suini neri dei Nebrodi ed equini che pascolano liberi, sfruttando anche il sottobosco. L'allevamento dunque, avviene allo stato brado con periodiche transumanze che mediamente si svolgono tra giugno e ottobre. Da questa attività zootecnica, praticata di generazione in generazione con metodi tradizionali, derivano numerosi prodotti tipici locali: formaggi, provole, ricotta ed insaccati. Tali prodotti vantano il grande pregio della genuinità, del buon sapore ed un alto valore nutrizionale.

### Artigianato

#### Coltelli sanfratellani
Una tradizione molto particolare di San Fratello è quella dei coltelli artigianali. Tramandata sapientemente di generazione in generazione dai maestri fabbri-maniscalchi del paese: si tratta appunto del coltello tipico "Sanfratellano" che per la sua lavorazione artigianale e la sua tipicità lo si può definire sicuramente tra i coltelli artigianali più utilizzati e conosciuti di tutta la Sicilia e non solo.
La loro caratteristica principale oltre al manico in corno bovino tipicamente siciliano, è la parte in metallo tra la lama e il manico. Il tradizionale coltello sanfratellano può avere anche la lama mozza.

## Amministrazione
Di seguito è presentata una tabella relativa alle ultime amministrazioni che si sono succedute in questo Comune.

### Gemellaggi
- Viggiù ratificato il 27 maggio 2012 a Viggiù

### Altre informazioni amministrative
Il comune di San Fratello fa parte delle seguenti organizzazioni sovracomunali: regione agraria n.4 (Montagna litoranea dei Nebrodi).

## Galleria d'immagini

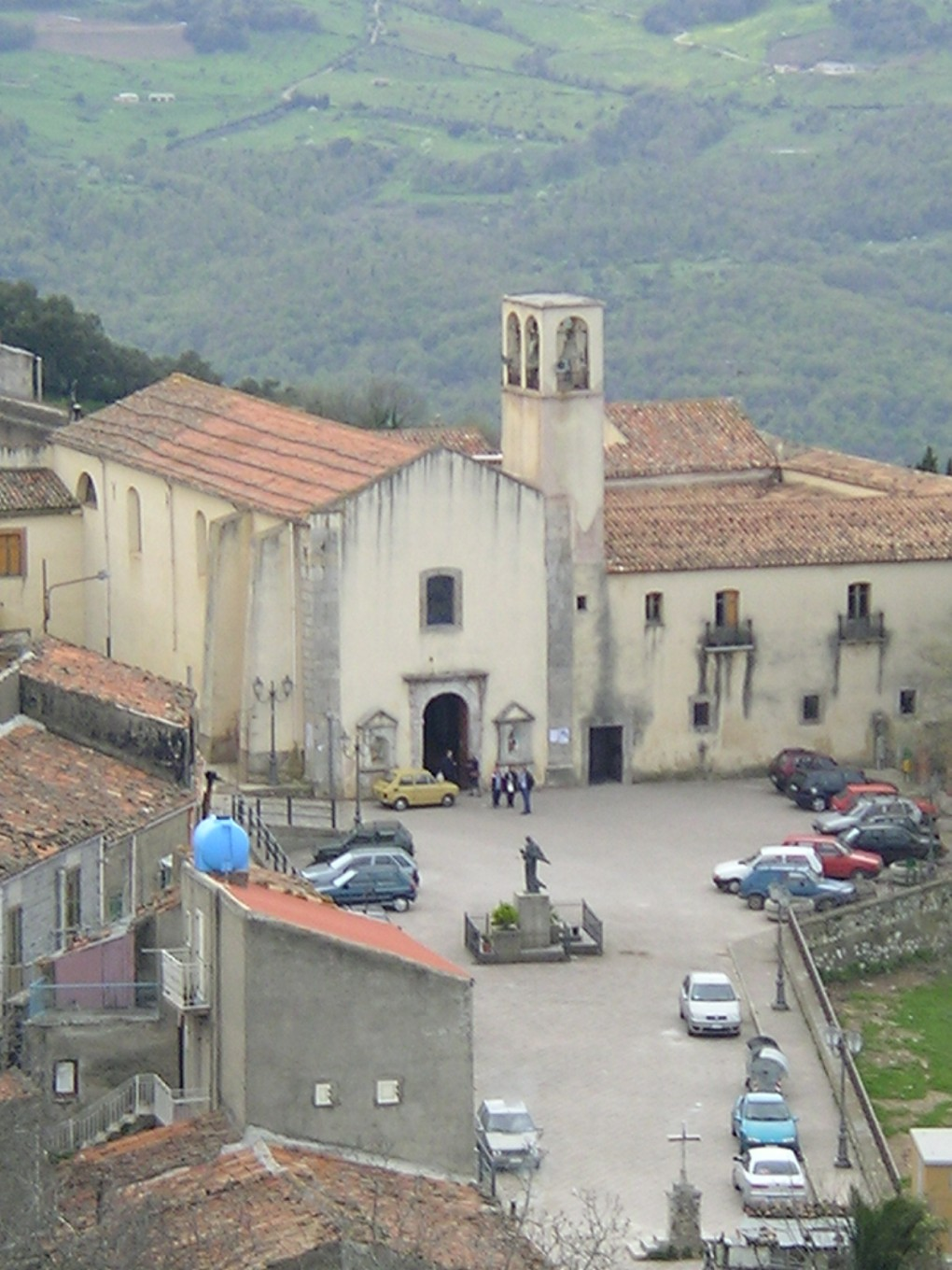
Santuario di San Benedetto il Moro e Convento francescano.
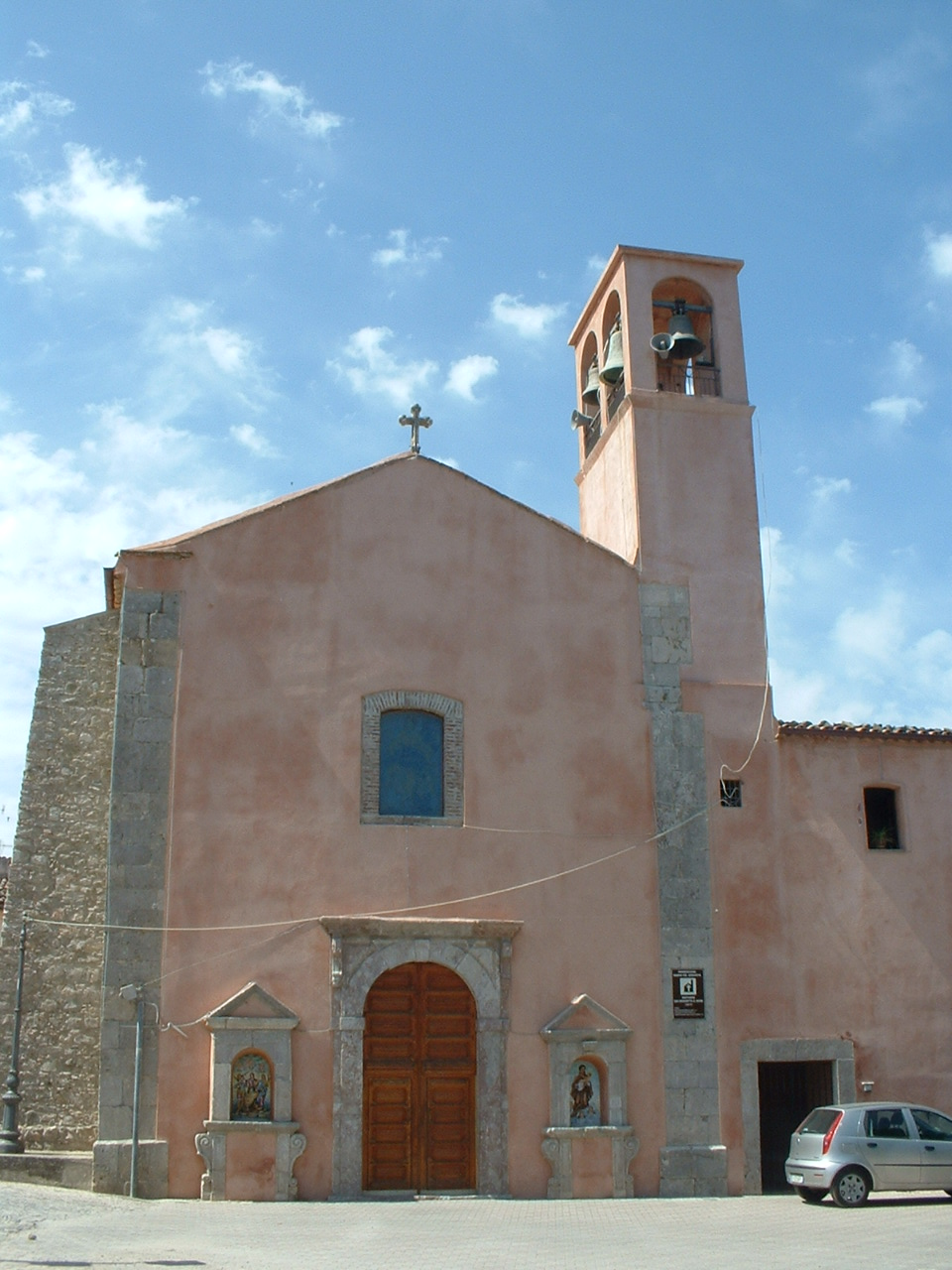
Facciata del santuario di San Benedetto.
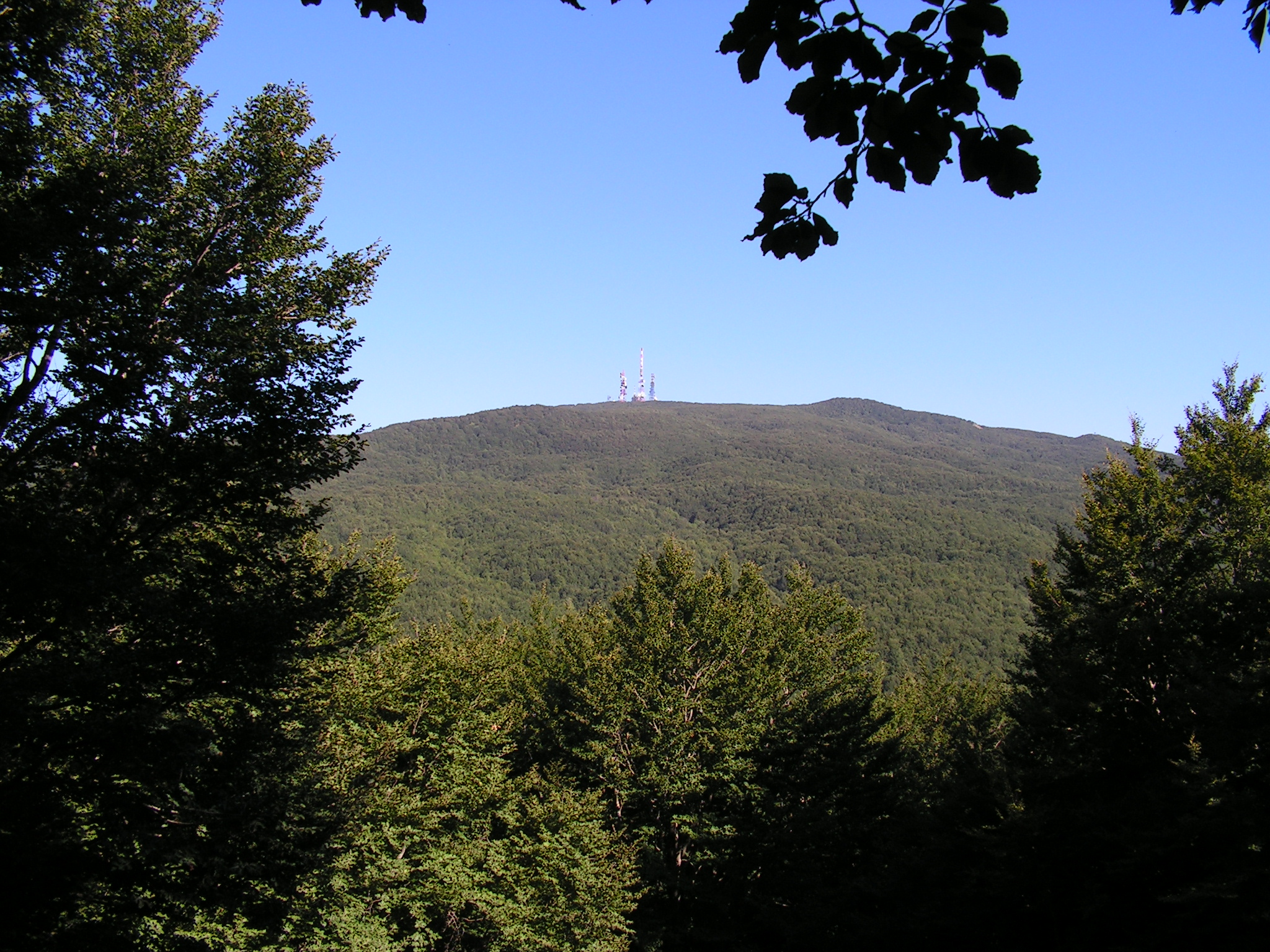
Il Monte Soro